# Día internacional de hablar como un pirata
El Día internacional de hablar como un pirata (DIDHCUP) es un día festivo ficticio creado en 1995 por John Baur (Ol' Chumbucket) y Mark Summers (Cap'n Slappy), de Albany (Oregón),
 Estados Unidos, quienes proclamaron que el 19 de septiembre de cada año sería el día en que todo el mundo debería hablar como un pirata. Por ejemplo, una persona que celebre este día festivo no saludaría a sus amigos diciendo "Hola", sino que diría "¡Ahoy, amigo!". El día festivo, y su práctica, surge de la visión romántica de la Edad de oro de la piratería.
Se ha transformado en un día festivo para los miembros de la Iglesia del Monstruo de Espagueti Volador. A partir del año 2002, el evento adquirió un carácter internacional y en la actualidad el día se celebra en más de 40 países.

## Historia
Según Summers, este día surgió como día festivo como resultado de una lesión deportiva. Durante un partido de raquetbol entre Summers y Baur, uno de ellos reaccionó al dolor con el grito «¡Aaarrr!», y ahí nació la idea. El partido se celebró el 6 de junio de 1995, pero por respeto al Día D, escogieron el cumpleaños de la exesposa de Summers, para que fuera más fácil recordarlo.
Lo que en un principio era una broma entre dos amigos, ganó popularidad cuando John Baur y Mark Summers enviaron una carta en 2002 al columnista de humor estadounidense Dave Barry, explicándole la festividad que habían inventado. A Barry le gustó la idea y la promovió. La creciente cobertura mediática del día festivo después de la columna de Barry posibilitó que este evento se celebre internacionalmente en la actualidad. Se ha atribuido parte del éxito de la propagación internacional de la festividad a la falta de restricción de la idea o registro de marca, exponiendo el día a la creatividad y al crecimiento viral.
Baur y Summers encontraron nueva fama en el año 2006 con el episodio de estreno de temporada del reality show Wife Swap, de ABC, que fue transmitido por primera vez el 18 de septiembre de 2006. En dicho episodio interpretaron el rol de una "familia de piratas" junto con la esposa de Baur, Tori. Baur apareció también el 26 de junio de 2008 en un episodio de Jeopardy!, donde fue presentado como un «escritor y pirata de Albany, en Oregón».
La asociación de los piratas con las patas de palo, los loros y los mapas del tesoro popularizada en la novela La isla del tesoro (1883), de Robert Louis Stevenson, ha tenido una influencia significativa sobre la cultura de parodia de piratas.

## Repercusión y seguimiento del evento
- Desde su puesta en marcha ha sido objeto de cobertura por parte de numerosos medios, como The Washington Post,[13] CNN,[14] The Sun,[15] Daily Mail[16] USA Today[17] o ABC News,[18] entre otros muchos.
- El Día de Hablar como un Pirata se ha celebrado mediante la inclusión de huevos de Pascua (easter eggs) en diversos videojuegos y sitios web.[19] Facebook introdujo una versión de su página traducida al idioma pirata en el Día de Hablar como un Pirata del año 2008.[20] Google también ofrece una versión de su motor de búsqueda en "idioma pirata".[21] Flickr[22] y LucasArts[23] también han participado en las celebraciones.
- Se ha aludido al Día de Hablar como un Pirata en dos canciones del cantante folk Tom Smith: Talk Like a Pirate Day y What? It's Can(n)on.[1] Además, cabe destacar como curiosidad que la autora británica J.K. Rowling estableció el cumpleaños del personaje de Hermione Granger el mismo día del "Día de Hablar como un Pirata".
- En 2005, el centro de investigación del cáncer Marie Curie Cancer Care, de Londres, y la entidad bancaria londinense Lloyds TSB programaron una serie de actividades para el Día Internacional de Hablar como un Pirata con la intención de recaudar fondos.[24]
- En 2007, la mayor librería de Estados Unidos, Barnes & Noble, también se unió a los festejos mediante un anuncio con el texto Ahoy, Matey! September 19 is International Talk-Like a Pirate Day, que pudo verse en tiendas de todo el país.[25]
- Para la celebración del año 2008, el Museo Marítimo Nacional de Australia organizó una actividad infantil en la que se otorgó a los niños un diploma por su graduación en la Escuela de Piratas, uno de los programas escolares más populares del museo.[26]
- En 2012 se cumplió el décimo aniversario del evento. El presidente de los Estados Unidos, Barack Obama, participó  publicando en la red social Twitter una foto en la que aparecía conversando con un hombre vestido de pirata junto con el texto Arr you in?[27][16] También en 2012, el canal de televisión Disney Junior emitió una programación especial para celebrar el día.[28]

## Historia lingüística
El actor Robert Newton, que se especializó en interpretar papeles de pirata, está considerado como el "Santo patrón" del Día de Hablar como un Pirata. Newton interpretó a Long John Silver en la película La isla del tesoro, de Disney, en 1950; y también en la película australiana Long John Silver, de 1952. También interpretó a Barbanegra en la película de 1952 Barbanegra, el pirata. Newton nació en Dorset, Inglaterra, y fue educado en Cornualles, y es su dialecto del oeste del país el que usó al actuar como Long John Silver y Barba Negra, lo que algunos consideran como el estándar del acento pirata.
El grito arquetípico de un pirata, «¡Arrr!» (alternativamente «¡Rrrr!» o «¡Yarrr!») apareció por primera vez en la ficción en 1934, en la película La isla del tesoro, con Lionel Barrymore, y fue usada por el personaje en la novela de 1940 Adam Penfeather, Bucaneer, de Jeffrey Farnol. Sin embargo, se popularizó y es ampliamente recordado por su uso por parte de Robert Newton en el ya mencionado clásico de 1950 La isla del tesoro. Se ha especulado con que el sonido "rrr" se ha podido asociar a los piratas debido a la localización de los principales puertos en la zona suroeste de Inglaterra, conocida como West Country. El habla de esta zona en general, y la córnica en particular, pudo haber tenido una influencia muy importante sobre el habla náutica de los británicos en general. Esto se puede ver en la opereta The Pirates of Penzance, de Gilbert y Sullivan, que tiene lugar en Cornualles; aunque en la obra no se usa el término «arrr», los piratas usaban expresiones con muchas "rrrs", tales como «¡Hurra!» y «pour the pirate sherry» (servid el jerez pirata).